# المسلمون قادمون أو 1985 (رواية)
المسلمون قادمون أو 1985 هو عنوان ترجمة لرواية إنجليزية من تأليف الكاتب: أنتوني برجس سنة 1978 (العنوان الأصلي للرواية: 1985). والرواية تُرجمة إلى العربية سنة 1988 من طرف أحمد صديق - محمود عبد الحليم.

## الموضوع
استطاع الكاتب التنبؤ بالصورة التي ستكون عليها بريطانيا في منتصف الثمانينات من القرن العشرين، فيرى الكاتب وجهة نظره في المستقبل، فهو يرى أن مدينة لندن قد ازدحمت بالمسلمين، وأنهم قاموا بشراء الكثير من الشقق، والمؤسسات البريطانية بسبب الذي در على بعض الدول العربية بالكثير والوفير من الثروات .
وفي الرواية يصبح المسلمون بأموالهم وأعدادهم قوة اقتصادية ضاربة في مدينة لندن، مما يدفع بحدوث المزيد من التغيرات السياسية، فالملك تشارلز الثالث يتولى عرش البلاد من أجل استعادة الديموقراطية لكن البرلمان غاضب على ما حدث في لندن ويودون وضع حد للنفود العربي الاقتصادي في لندن، فتنقسم لندن إلى قسمين، والعرب يقفون إلى جوار الملك الذي يبارك وجودهم في لندن، ويحضر المناسبات الدينية المختلفة، ويصور الكاتب أنتوني بيرجس شهر رمضان الكريم وقد تغيرت تماما في لندن، فالصلوات تعم المدينة، وصوت الآذان يرتفع، والمدينة تكاد تخلو من المحرمات .
بالرغم من أن الكتاب تم تأليفه منذ منتصف الثمانينيات من القرن الماضي إلا أنه لم يأخذ حقه الكافي على المستوى العربي والأسلامي بالرغم من أن كاتب الكتاب وهو المؤلف البريطاني - أنتوني بيرجس يتربع على قائمة أشهر الكتاب في أنجلترا وفي كتابه هذا يتحدث عن المخاطر المستقبلية من العرب والمسلمين متى أستخدموا مقدراتهم المالية والفكرية والعقائدية والبشرية .. وتم أستثمارها على نحو سليم ..